# Dolice Wąskotorowe
Dolice Wąskotorowe – nieczynny przystanek stargardzkiej kolei wąskotorowej w Dolicach, w województwie zachodniopomorskim, w Polsce. Przystanek został zlikwidowany w 1945 roku.